# Gnathocera abessinica
Gnathocera abessinica är en skalbaggsart som beskrevs av Moser 1911. Gnathocera abessinica ingår i släktet Gnathocera och familjen Cetoniidae. Inga underarter finns listade i Catalogue of Life.